# Crescent Island (ö i Hongkong)
Crescent Island (kinesiska: 娥眉洲) är en ö i Hongkong (Kina). Den ligger i den norra delen av Hongkong. Arean är 1,1 kvadratkilometer.
Terrängen på Crescent Island är lite kuperad. Öns högsta punkt är 117 meter över havet. Den sträcker sig 1,6 kilometer i nord-sydlig riktning, och 1,4 kilometer i öst-västlig riktning.